# District de Kinnaur

Le District de Kinnaur  (hindi : किन्नौर जिला) est un district de l'état de l'Himachal Pradesh en Inde.

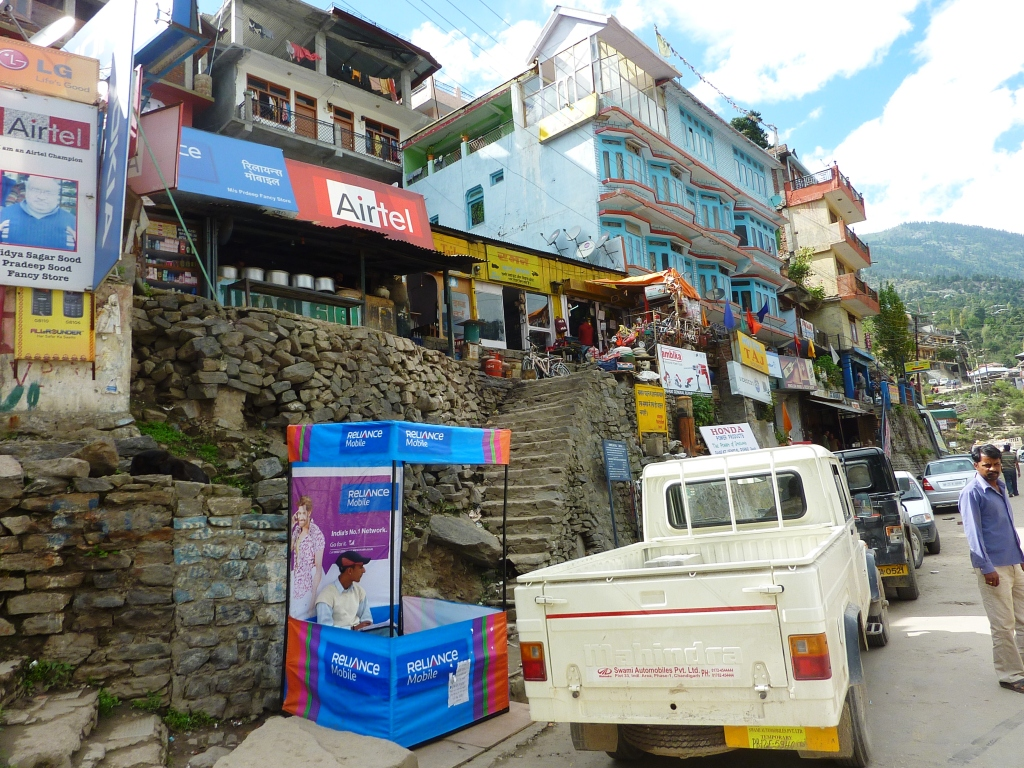
Centre ville de Reckong Peo.

## Géographie
Sa population de 84 121 habitants (en 2011) pour une superficie de 6 401 km2.